# Allhelgonaklostret

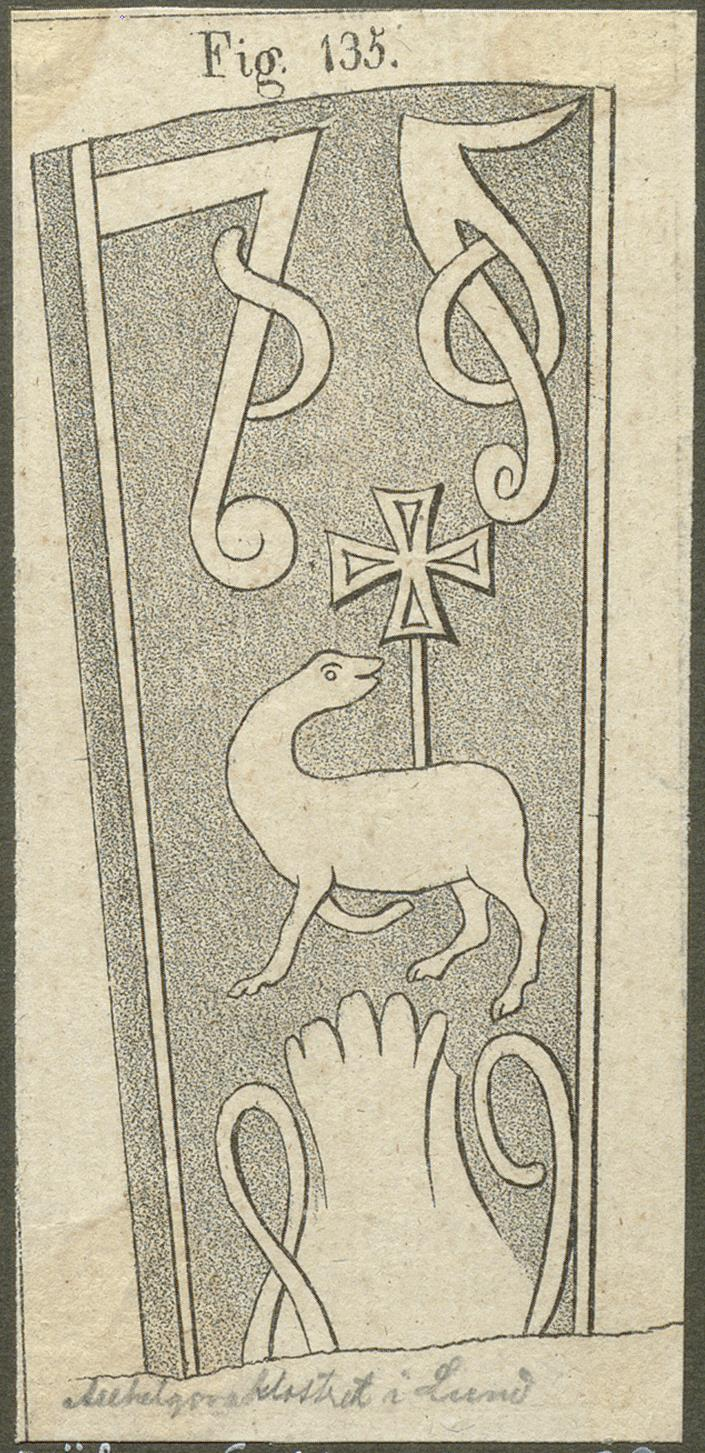
Tidigmedeltida gravsten från klosterkyrkan.

Allhelgonaklostret var ett benediktinerkloster i Lund. Det var det första klostret i Lund, grundat någon gång före år 1089.
Benediktinerorden stiftare var Benedikt av Nursia. Benediktinerna ägnade sig främst åt fattigvård och välgörenhet, men bedrev också jordbruk och trädgårdsodling.
Allhelgonaklostret var beläget strax norr om Lunds stadsområde vid platsen för nuvarande Universitetsbiblioteket. Det var en stor anläggning, där klosterbyggnaderna tillsammans med en stor kyrka troligen bildade en fyrkant kring en gårdsplan. Det stod, till skillnad från de flesta andra kloster och kyrkor i Lund, kvar efter reformationen och sekulariserades 1558.
Allhelgonaklostret är det enda medeltida kloster i Lund som finns avbildat. Erik Dahlbergh avbildade det på tre av sina bataljritningar från slaget vid Lund 1676. Där syns det efter 1536 ombyggda klostret invid en tidigare väldig kyrka som står som en förfallen ruin. Klosterbyggnaderna sprängdes senare i tre omgångar 1693, 1697 och 1707 och användes troligen som byggnadsmaterial. En liten murrest av klosterbyggnaderna finns bevarad norr om det nuvarande Universitetsbiblioteket.